# چارلی اشتاینبرگر
چارلی اشتاینبرگر (آلمانی: Charly Steinberger؛ ۳ نوامبر ۱۹۳۷ – ۲۷ مارس ۲۰۱۹ فیلم‌بردار اهل اتریش بود.
از فیلم‌هایی که وی در آن‌ها نقش داشته‌است، می‌توان به کشتی راهنما، آتش، یخ و دینامیت، شاه، بی‌بی، سرباز و مخمصه اشاره نمود.
وی همچنین برندهٔ جوایزی همچون جایزه فیلم آلمان شده‌است.